# 전국버스공제조합
전국버스공제조합(全國버스控除組合)은 버스 운행 중에 발생하는 사고에 즉각적으로 대처하여 사고로 인한 피해를 최소화하고 신속한 보상과 발생한 손실액을 안정적으로 지원할 목적으로 설립된 비영리 공익법인이다. 서울특별시 서초구 방배로 35 (방배동) 전국버스회관 2, 4, 5, 6층에 위치하고 있다.

## 설립 근거
- 여객자동차 운수사업법[1]

## 연혁
- 1954년 2월 15일 전국자동차운송사업조합연합회 창립
- 1957년 8월 20일 전국버스운송사업조합연합회 업종분리
- 1958년 6월 14일 교통부 설립인가
- 1962년 2월 15일 전국버스여객자동차운송사업조합연합회로 명칭 변경
- 1980년 11월 8일 전국버스운송사업조합연합회로 명칭 변경
- 1981년 3월 24일 전국버스연합회공제조합 설립인가

## 조직

### 이사장
- 운영위원회
- 심사위원회

### 감사
- 감사실

#### 상무이사
- 총무부
- 보상지원부

## 지부
- 서울지부
- 인천지부
- 경기지부(3개의 출장소)
- 강원지부(2개의 출장소)
- 충북지부
- 대전지부
- 충남지부(2개의 출장소)
- 전북지부
- 광주지부
- 전남지부(2개의 출장소)
- 부산지부
- 울산지부
- 경남지부(1개의 출장소)
- 제주지부

## 같이 보기
- 전국버스운송사업조합연합회